# Porta Napoletana
Porta Napoletana è una porta cittadina di Velletri.

## Denominazione
È così denominata poiché rivolta verso Napoli: infatti la strada che un tempo usciva da tale porta si rivolgeva verso la città partenopea, mentre la porta opposta, oggi non più esistente, e situata nell'odierna Piazza Garibaldi, era chiamata Porta Romana.

## Storia
Edificata nel 1511 da manovalanze di provenienza lombarda, fu inizialmente costruita come ingresso principale del borgo medioevale veliterno.
La porta è dotata di un portale e di una massiccia inferriata. Da qui partivano le mura, che intervallate da torri di cui una delle poche superstiti a poca distanza da questo monumento, che circondavano Velletri. 
Nel 1596 la Congregazione del Buon Governo fece scrivere su una parete della porta l'avviso, rimasto ancor oggi, "Si paga gabella". Questo accesso fortificato non venne smantellato nel corso del XIX secolo né in età successiva. 
Danneggiata ma non distrutta dai bombardamenti del 1944 in occasione della seconda guerra mondiale con conseguente distruzione di buona parte della città di Velletri, la porta è sopravvissuta pressoché incolume fino ai giorni nostri. Oggi si trova in pieno centro cittadino essendo la città castellana cresciuta intorno a questo monumento che appare come una testimonianza del passato all'interno del presente.
Ospita la sede locale dell'AIS (Associazione Italiana Sommelier) ed al suo interno ha avuto sede una mostra fotografica su Velletri dopo i bombardamenti.
È uno dei simboli più conosciuti della città, presente anche nello stemma della società calcistica cittadina Vjs Velletri 1955.